# Småskrake
Småskrake (Mergus serrator) är en andfågel som häckar cirkumpolärt i norra Palearktis och Nordamerika och övervintrar vid havskuster. Den häckar i närheten av vatten i skogsbiotoper på tundra, taiga och i den tempererade zonen. Födan består huvudsakligen av fisk som den fångar med sin för skrakarna typiskt sågtandade näbb, därav det vetenskapliga artnamnet som betyder "sågare". IUCN kategoriserar den som livskraftig.

## Utseende och läte

### Utseende
Småskraken är en medelstor and med ett spetsigt utseende. Längden ligger mellan 52 och 59 cm och den har ett vingspann på 67–82 cm. Hane i praktdräkt har lång nacktofs och dess huvud och övre delen av halsen är svart med grönaktig glans. Halsens nedre del och magen är blekt rostbruna med svartaktiga fläckar. Ryggen är svart och undergumpen samt vingspegeln är vita. Honans huvud och övre delen av halsen är rödbrun. Nedre delen av halsen samt frambröstets sidor är gråaktiga. De övriga undre delarna är vita. Den långa, smala och raka näbben är röd med svart överdel och fötterna är röda. Hanen i eklipsdräkt ser ungefär ut som honan men har en stor vit vingfläck.
I flykten skiljer man den åt från storskrake på, förutom dess mindre storlek, att hanen har en mörk hals till skillnad från storskrakes helvita och hos honfärgade så är övergången mellan det bruna huvudet och det vita bröstet inte lika tvärt som hos storskraken. Dessutom har småskraken svarta streck på den vita vingspegeln.

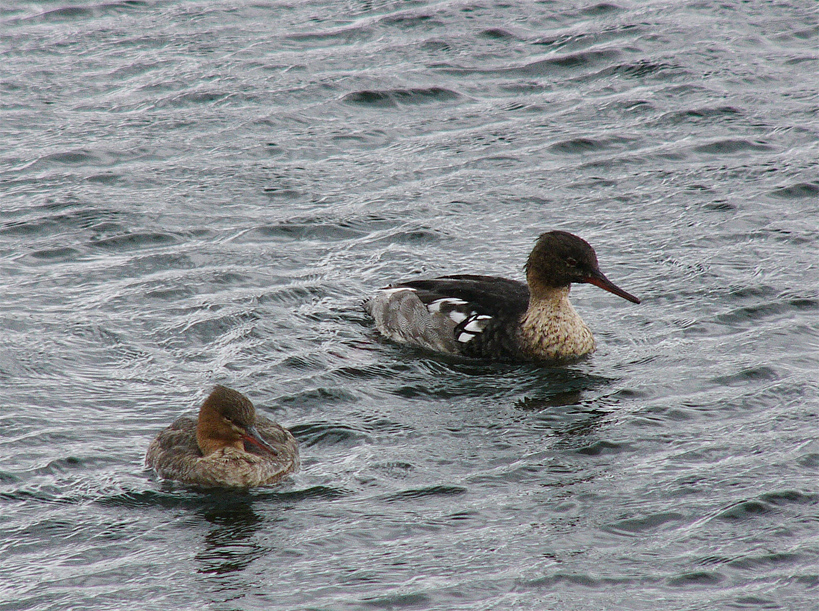
Två småskrakar, den högra en hane i eklipsdräkt och den vänstra förmodligen en adult hona.
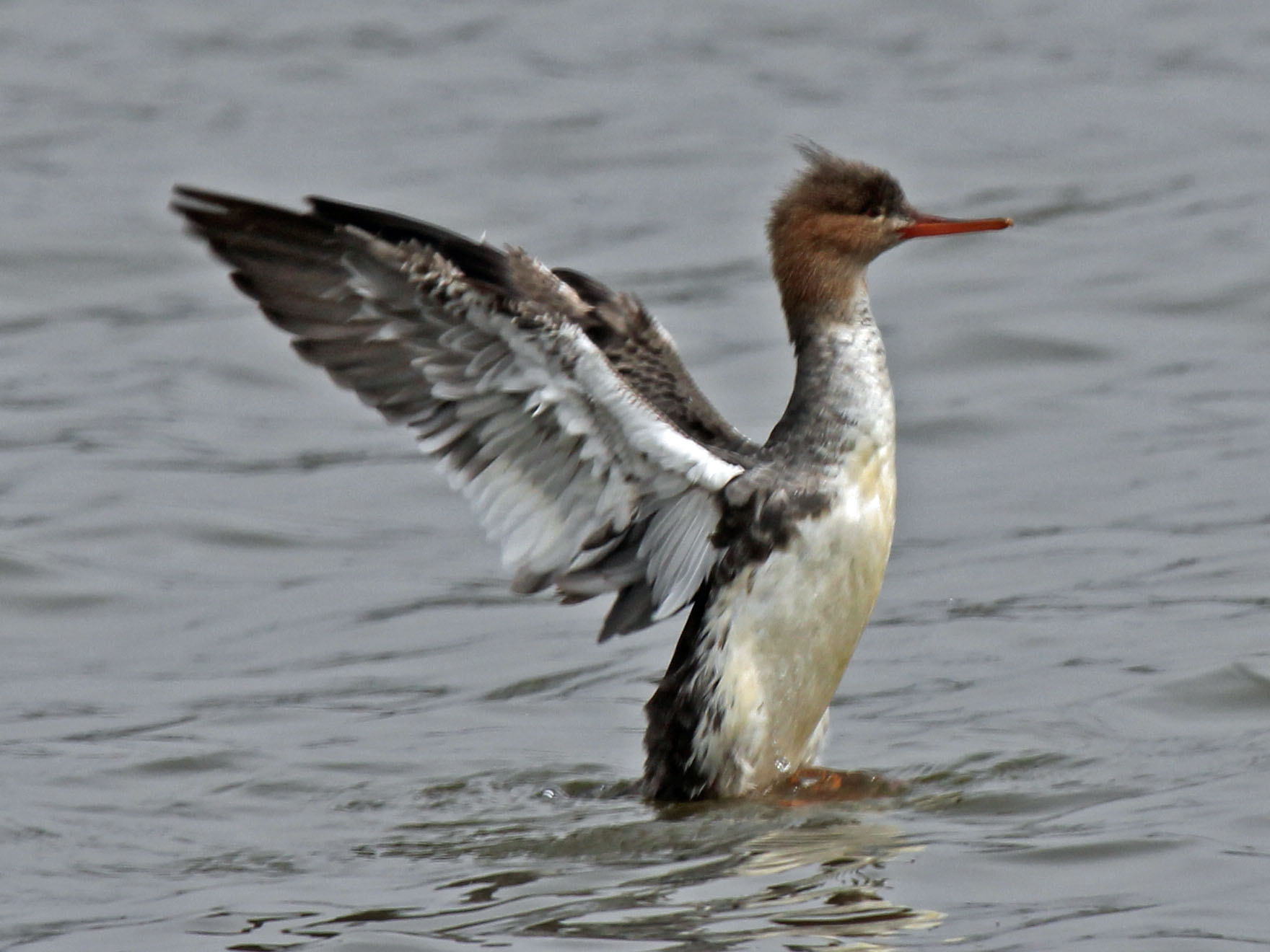
Hona som vingar sig.
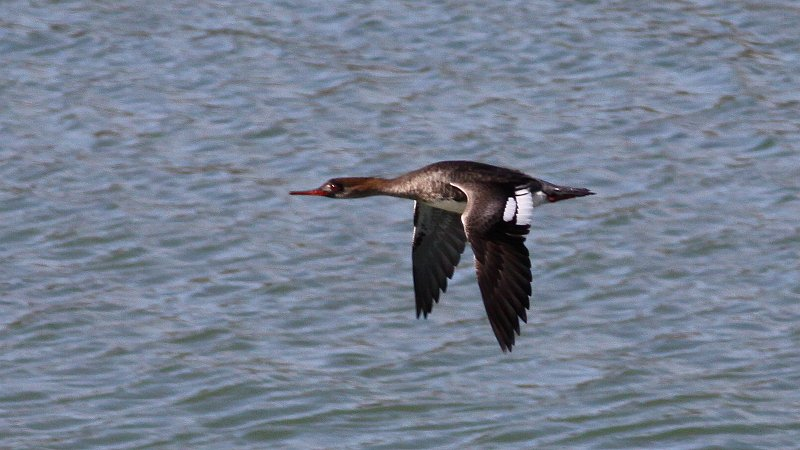
I flykten.

### Läte
Hanens spelläte hörs sällan och är mycket svagt. Det brukar beskrivas som en rytmisk hickning tillsammans med en nysning med paus emellan, "tjika... pi-tjiih". Honan har istället ett ofta hört skorrande läte, "prrak prrak prrak...".

## Utbredning och systematik
Småskraken är en flyttfågel vars häckningsutbredning är cirkumpolär och som sträcker sig genom Nordamerika, södra Grönland, norra Europa och Skandinavien, och österut genom hela norra och mellersta Asien. Hela världspopulationen är flyttfåglar och merparten övervintrar utefter kusterna av Nordamerikas öst- och väst- och sydkust, vid Vadehavet och utefter Europas Atlantkust, östra delarna av Medelhavet, kusterna av Svarta havet och Kaspiska havet samt utefter Kinas och Japans kust. I vissa tempererade områden flyttar den bara kortare sträckor till närmsta kustområde, eller övervintrar i anslutning till sina häckningsområden, som vid Alaskas sydkust, på Island, Norges sydkust, Sveriges västkust och i Danmark och i stora delar av Storbritannien.

## Ekologi

### Habitat och häckning

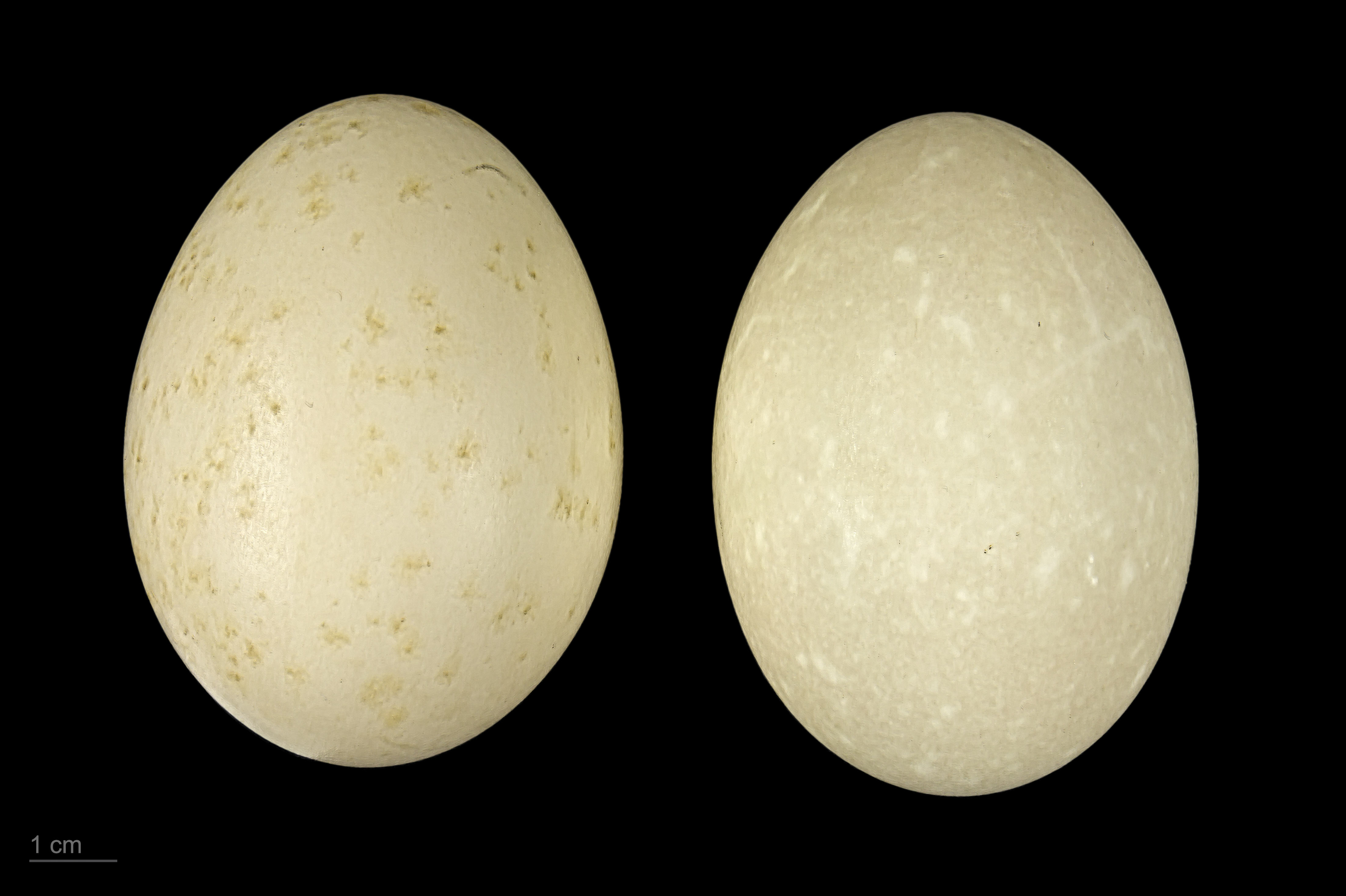
Småskrakens ägg.

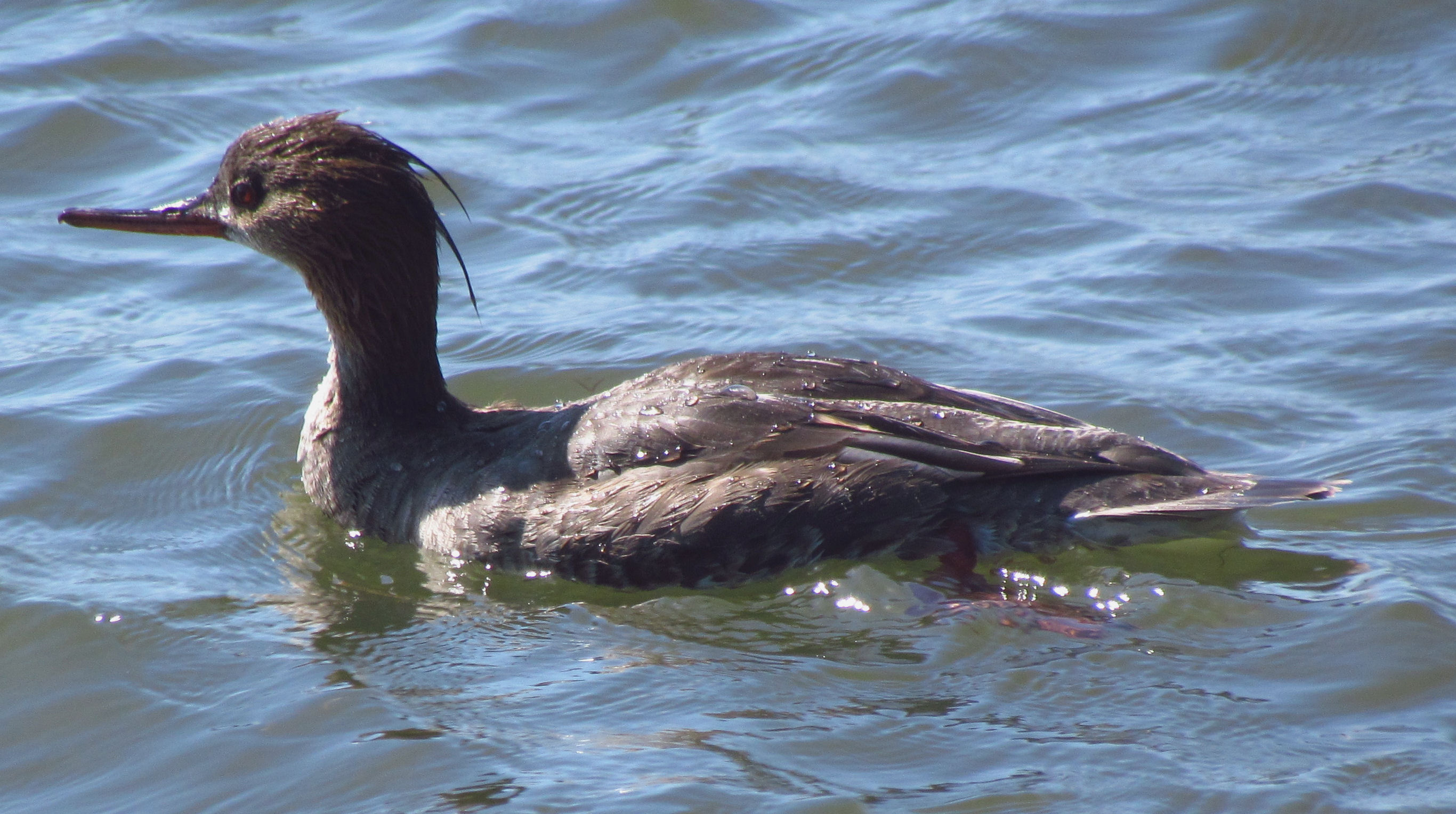
Juvenil.

Småskraken blir könsmogen efter två år. Den häckar från april till maj på stränder, gärna sandiga och trädbevuxna, vid klarvattensjöar och floder, men även vid skyddade havsvikar och flodmynningar. Paren häckar ensamma eller i grupp i små kolonier ofta på öar eller holmar. Boet byggs i skydd av någon sten eller under en buske. Boet placeras max 25 meter från vatten på en mängd olika lokaler som naturliga urgröpningar i marken, jordhålor, under stenblock, bland träd- eller buskrötter, i trädhålor, holkar, bland vass eller på vassbäddar.
Honan lägger i snitt åtta till tio ägg (max 14) som är grågula och som hon ensam ruvar i cirka 30 dygn. De lägger bara en kull och ungarna tas om hand av honan i ungefär 60-65 dygn tills de är flygfärdiga. Hanarna lämnar häckningsområdet i juni och samlas i mindre grupper vid kusten för att rugga. Höstflytten påbörjas i september och vissa flyttar tillbaka till häckningsområdet redan i februari. I vinterkvarter och under flytten uppträder den ofta i grupp, och flockar på upp till hundra, eller fler förekommer på platser med goda förutsättningar. Under vårflytten uppträder den dock i mindre grupper.

### Föda
Småskrakens föda består till största delen av små, stimbildande fisk men även en mindre del växtmaterial och vattenlevande ryggradslösa djur som kräftdjur, maskar och insekter.

## Småskraken och människan

### Hot och status
Småskraken beskylls ibland för att utarma fiskpopulationer varför den på vissa håll förföljs och skjuts. Den kan även drunkna när den trasslar in sig i fiskenät och påverkas av olika former av habitatförstörelse. Eftersom den är mottaglig för fågelinfluensa kan ett framtida utbrott utgöra ett hot mot arten.Småskraken jagas som vilt i Nordamerika och Danmark. Tidigare brukade ägg skattas på Island, vilket kanske fortfarande sker.
Den globala populationen uppskattad till cirka 495 000–605 000 individer, varav det i Europa tros häcka 70 100–120 000 par. Globalt anses beståndet vara stabilt och kategoriseras som livskraftigt av internationella naturvårdsunionen IUCN. I Europa minskar den dock i antal, med uppemot 30 % under tre generationer, i småskrakens fall 21,9 år.
Även i Sverige behandlas den som livskraftig och tas inte upp på Artdatabankens rödlista. 2018 uppskattades det svenska beståndet till 214 000 par.

### Namn
Linné kallade småskraken på sin gotländska resa 1741 för pracka vilket han betecknade som ett gotländskt uttryck. Utöver pracka har den på Gotland även kallats ard. De dialektala pracknisse, för hane, och pracka för honan ska vara efter småskrakehonans läte som beskrivs som "prrak". Den har även kallats för vipand och i norra Bohuslän för fiskand och simpand. Det vetenskapliga artnamnet serrator betyder "sågare", av latinets serra för "såg"'.